# Pekings filmhögskola

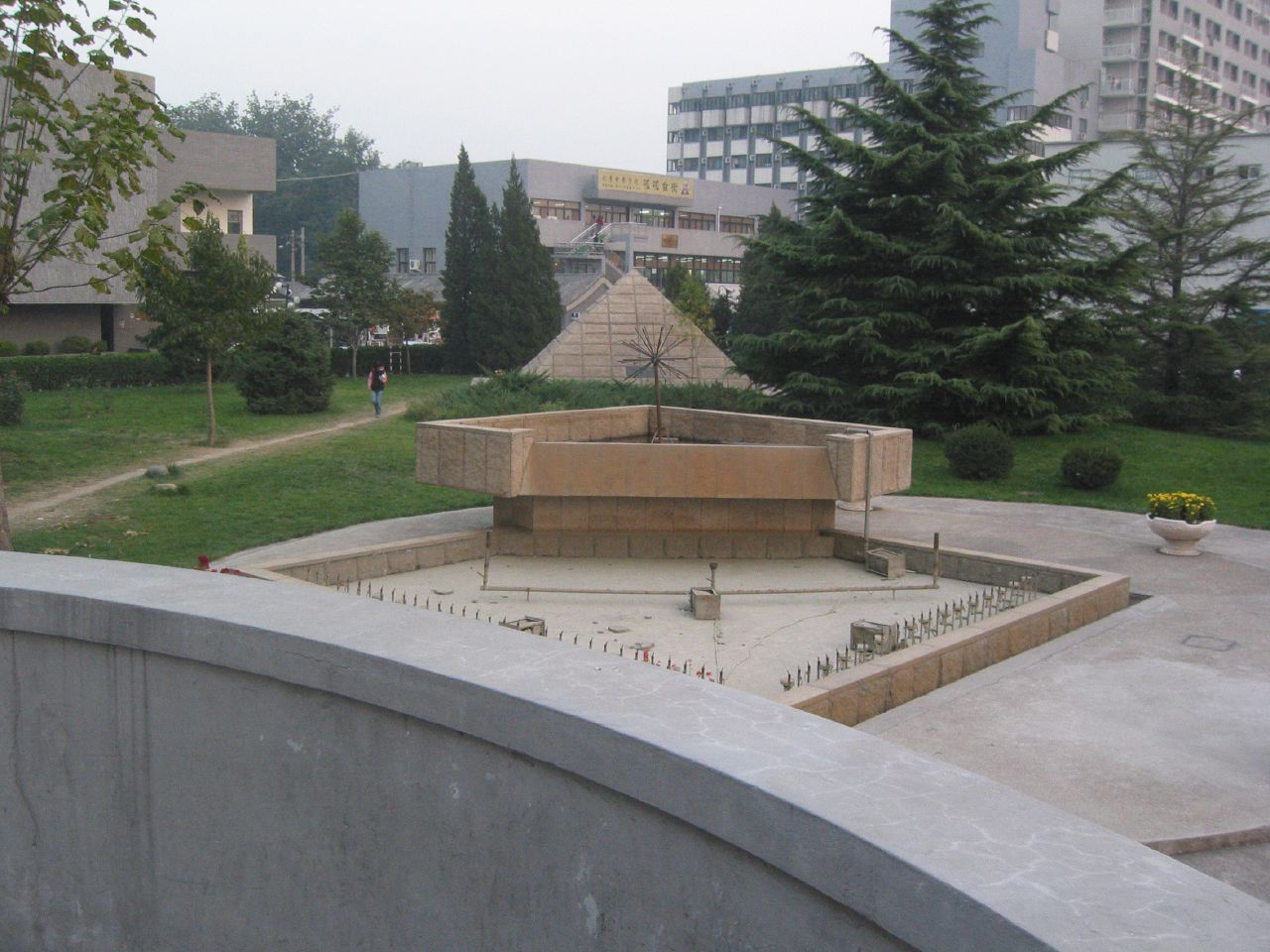
Pekings filmhögskola

Pekings filmhöskola (北京电影学院, Běijīng Diànyǐng Xuéyuàn) är en statlig högskola i Peking i Kina.
Pekings filmhöskola grundades i maj 1950 och fick sitt nuvarande namn 1956. Den tog under sitt första år in 38 elever. Från 1966, under kulturrevolutionen, kom skolan under tryck och förlorade många lärare. Många av dessa återvände dock efter kulturrevolutinens slut i början av 1976, och skolan kunde ta in nya studenter från 1978. Den tar numera in 400-500 elever per år.
Högskolan ligger Haidiandistriktet och har fem fakulteter:

## Tidigare elever i urval
- Tian Zhuangzhuang
- Chen Kaige
- Zhang Yimou
- Ai Weiwei
- Jia Zhangke